# Wearable technology

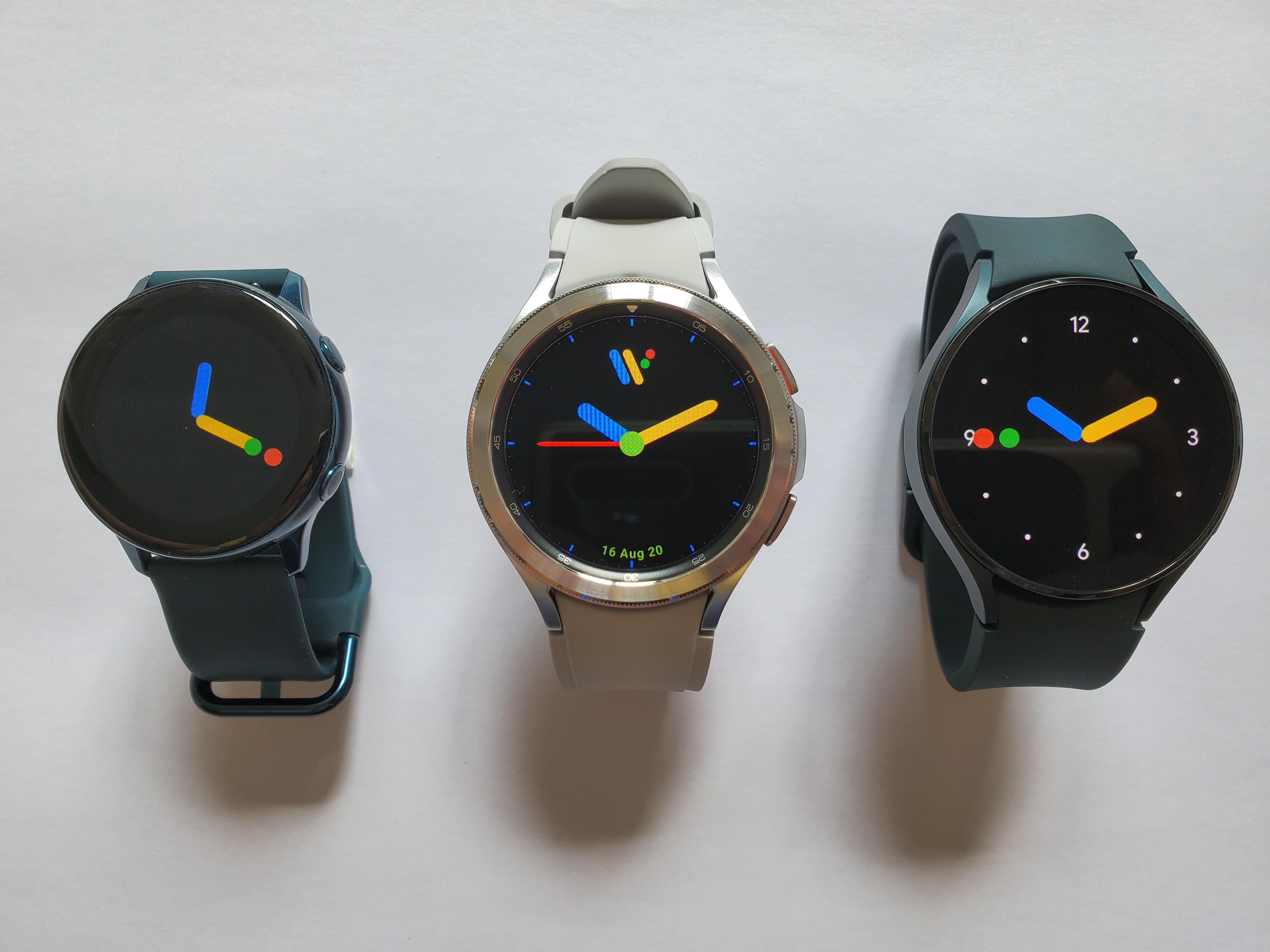
Smartklocka

Wearable technology, kroppsburen teknik eller kroppsnära teknik, ibland bärbar teknik är datorbaserad teknik inbyggd i bärbara produkter såsom kläder och accessoarer vilka bärs på kroppen.  Syftet är att få information direkt genom scanning och sensorer. Tekniken kommunicerar i regel trådlöst med smartphones och annan utrusning som bärs med.
Flera wearables innehåller oftast ett tokaniserat NFC chip som kan kopplas till ett befintligt betalkort. En av de första svenska aktörerna är wearable företaget OILI. Tekniken gör det möjligt att skapa en variant av kortet utan att vara i behov av batterier. Tekniken kan användas i medicinskt syfte eller som rent tekniskt hjälpmedel. Apple Watch och Neptune Pine är exempel på klockor med kroppsnära teknik. Smarta ögonlinser och smarta glasögon tillverkas redan idag av Google. Områden där kroppsnära teknik  kan ge nytta är medicin, transport, lärande och musik. Den kroppsnära teknikens huvudsyfte är att få in praktisk teknik i vardagslivet på ett sådant sätt att det inte stör och behöver bäras med externt.

## Historia
Trenden uppkom från träningsarmband som i olika versioner framträdde under tidigare delen av 2010-talet, ex Nike Fuel, Fitbit Force. Dessa synkade informationen med kundens smartphone för en bra funktion. Senare kom smarta klockor som tog tekniken från fitness till dagligt bruk. Därefter kom smarta glasögon ut på marknaden.

## Bärbar teknik och hälsa
Bärbara enheter används ofta för att övervaka användarens hälsotillstånd. Eftersom en sådan anordning är i nära kontakt med användaren, kan den enkelt samla data. Detta började redan 1980 när den första trådlösa EKG uppfanns. Under de senaste årtiondena har antalet studier ökat avsevärt, till exempel inom textilier, tatueringar, plåster och kontaktlinser, samt spridningen av begreppet "kvantifierat Jag", idéer relaterade till transhumanism och ökning av forskning inom livsförlängande områden.

### Tillämpningar
För närvarande studeras andra tillämpningsområden inom hälsovården, såsom:
- Applikationer för övervakning av glukos,[2] alkohol och laktat[3] eller syre i blodet, övervakning av andning, hjärtslag, hjärtfrekvens och dess variabilitet, elektromyografi (EMG), elektrokardiogram (EKG) och elektroencefalogram (EEG), kroppstemperatur, tryck (t.ex. i skor), svettfrekvens, nivåer av urinsyra och joner – till exempel för att förebygga överansträngning eller skador eller för att optimera träningsregimen,[4] inklusive med hjälp av "inbyggd i människan elektronik"
- Förutsägelse av förändringar i humör, stress och hälsotillstånd
- Mätning av alkoholhalt i blodet[5]
- Mätning av sportprestationer[6]
- Övervakning av hur sjuk användaren är[7]
- Upptäckt av tidiga tecken på infektion
- Enhet för långvarig övervakning av patienter med hjärt- och kärlsjukdomar, som registrerar EKG och fuktar sig själv
- Applikationer för hälsoriskbedömning, inklusive indikatorer på svaghet och risker för åldersrelaterade sjukdomar
- Sömnspårning[8]
- Övervakning av kortisolnivåer för att mäta stress[9]
- Mätning av avslappning eller vaksamhet,[10] till exempel för att justera deras modulation eller för att mäta effektiviteten av modulationsmetoder.